# Yao (taal)
Het Yao (Yao: ChiYao, Ciyawo, Chiyawo) is een Bantoetaal, die door ca. 2,5 miljoen mensen wordt gesproken in de omgeving van het Malawimeer, verdeeld over Malawi, Tanzania en Mozambique. Het grootste deel van de sprekers woont in Malawi, waar ruim 1,7 miljoen mensen (13,5% van de bevolking) het Yao als eerste taal hebben.
In Malawi wonen de meeste sprekers ten zuidoosten van het Malawimeer. Die in Mozambique (bijna 375.000 in 1998) wonen in de aangrenzende noordwestelijke provincie Niassa en die in Tanzania wonen in de regio's Ruvuma en Mtwara, die aan de grens met Mozambique liggen.
Een naaste verwant is het oostelijker in het Tanzaniaans-Mozambikaanse grensgebied gesproken Makonde.